# 八王子市立いずみの森義務教育学校
八王子市立いずみの森義務教育学校（はちおうじしりつ いずみのもりぎむきょういくがっこう）は、東京都八王子市子安町2丁目にある公立義務教育学校（小中一貫校）であり、八王子市のきこえとことばの教室併設校である。

## 概要

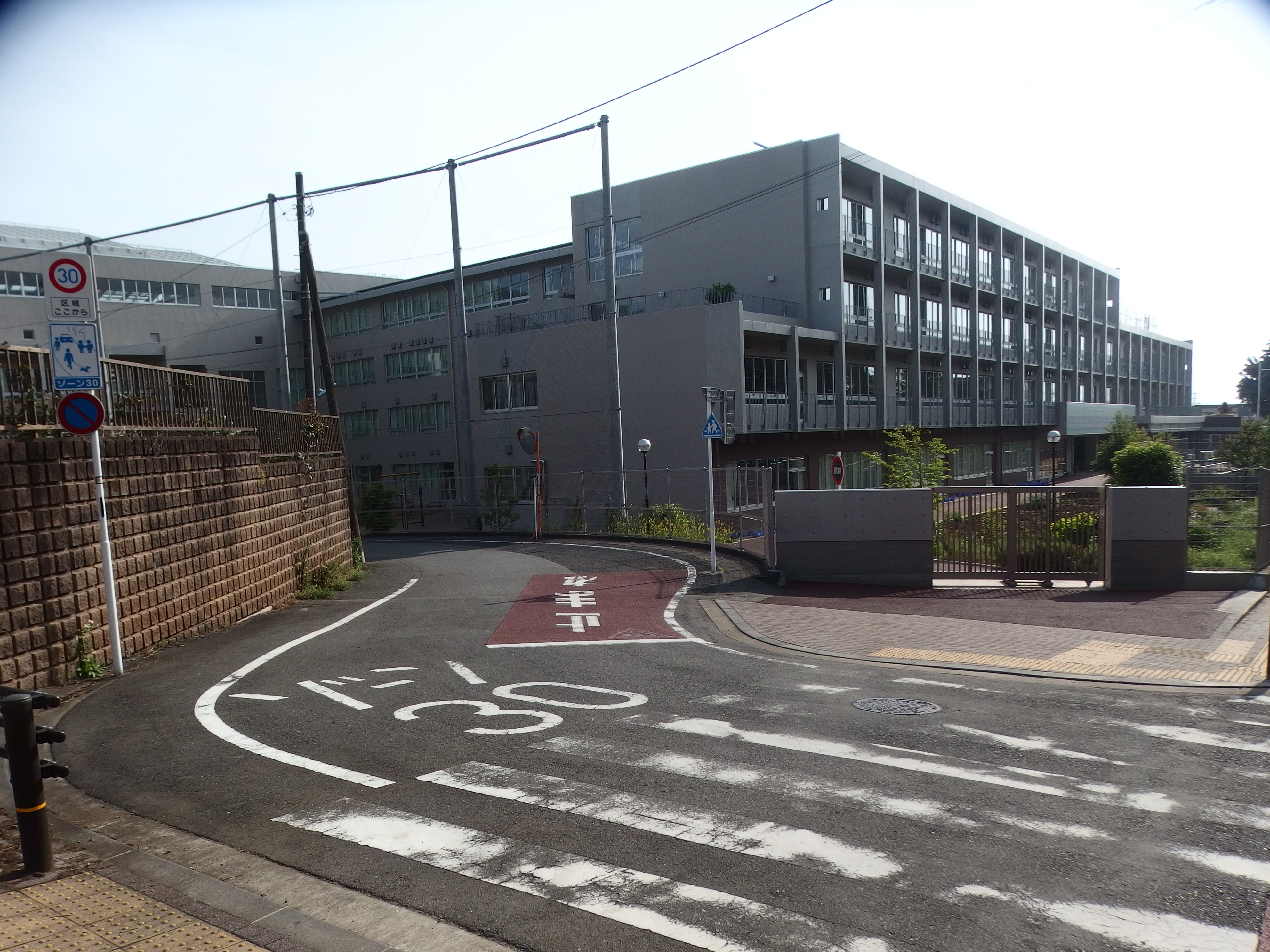
全景

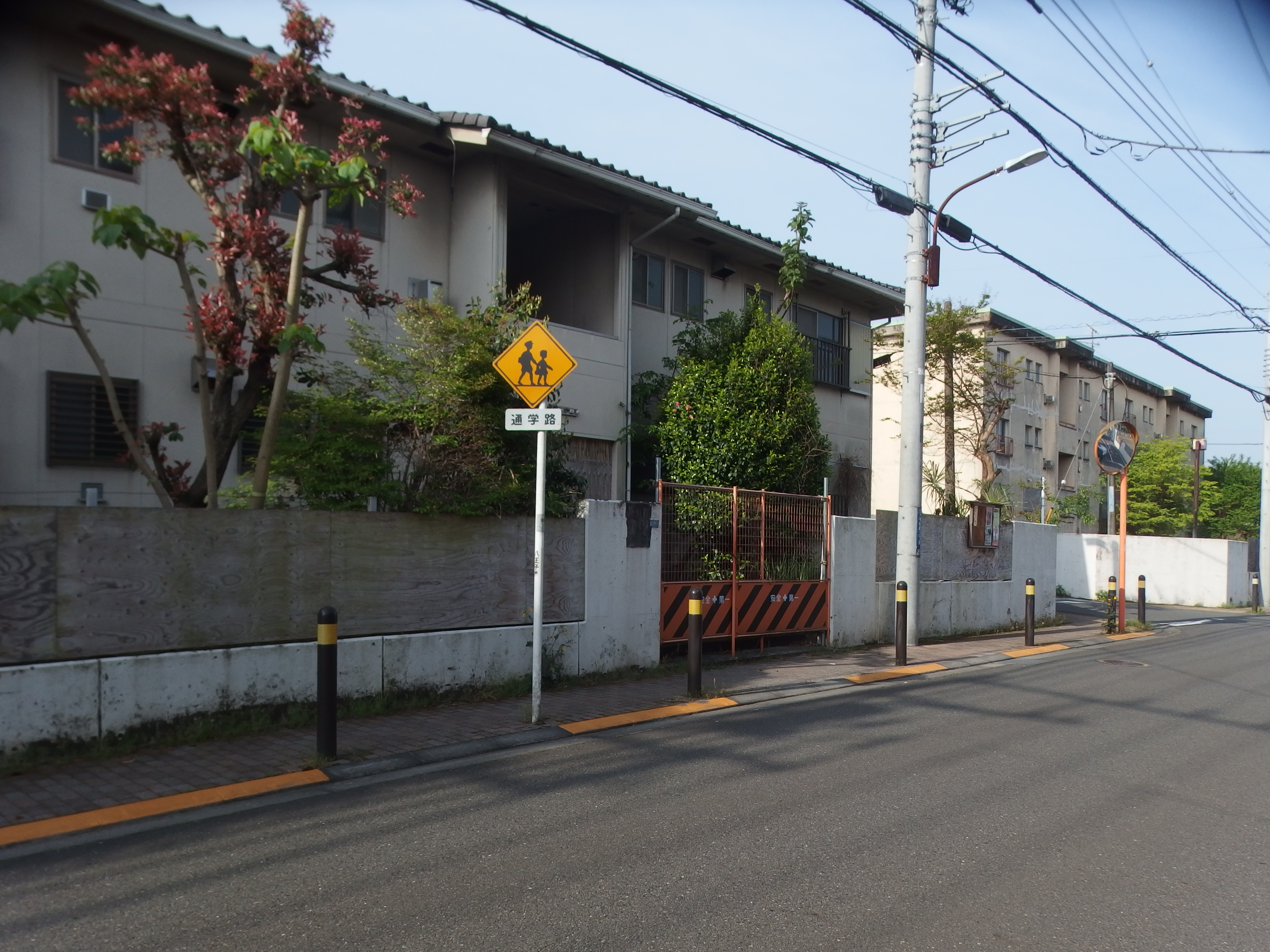
旧法務省所管官舎

本校は 八王子駅（南口）から近く、広大な旧法務省所官舎が学区に所在するなど、学校の周りは古くからの閑静な住宅街にある。

### 学級規模
2023年（令和5年）5月時点のもの
| 学年            | 学級数 | 児童生徒数 |
| --------------- | ------ | ---------- |
| 1年             | 4      | 134        |
| 2年             | 5      | 170        |
| 3年             | 5      | 150        |
| 4年             | 5      | 142        |
| 5年             | 4      | 131        |
| 6年             | 3      | 115        |
| 7年             | 4      | 147        |
| 8年             | 3      | 112        |
| 9年             | 3      | 117        |
| 6組（前期課程） | 5      | 46         |
| 6組（後期課程） | 5      | 30         |
| 全体            | 46     | 1284       |

### 特別支援教室（フレンズ）
- 本校は拠点校の一つになっており、障害の状態や、不登校傾向で拠点校の通級ならなんとか通える等、指導上必要な場合や指導効果が期待できる場合は、本学に通って指導を受ける。
- 発達障害（自閉スペクトラム症、注意欠如多動症、学習障害等）の児童・生徒が在籍校（巡回校）で指導を受ける。
  - 巡回校は、石川中学校・由井中学校・第五中学校・第六中学校・打越中学校・みなみ野小中学校中学部・七国中学校[八 1][八 2]。

### きこえとことばの教室
きこえとことばの教室は、現在通っている小学校に在籍したまま、きこえとことばについてお悩みのお子さんと保護者の方が、週に1～2回決められた時間に通って、相談・支援を行う教育機関である。　1回の指導は60～90分程度で1対1の個別指導が中心である。なお、いずみの森義務教育学校の他、 第四小学校、上壱分方小学校、柏木小学校に併設されている。相談内容は次の通りである。
きこえ方に関して心配がある。
- よくきき返したり、逆に話しかけたりしても振り向かない。
- テレビなどの音を大きくしてきく。
- 片方の耳を話し手のほうに近付けたり、話し手の口元を見たりする。

発音に関して心配がある。
- ことばの遅れ
- 発音の誤り
- 吃音(きつおん)

## 沿革
- 2012年（平成24年）
  - 4月1日 - 第三中学校と第六小学校を統合し、小中一貫校いずみの森小中学校開校。
  - 4月25日 - 開校式挙行。
- 2020年（令和2年）
  - 4月1日 - いずみの森義務教育学校として開校。ただし、統合校舎はこの時点では完成しておらず、前期課程が子安町2丁目19番1号で、後期課程が子安町2丁目30番1号（仮設校舎）で、それぞれ授業を行った。
  - 8月24日 - 新校舎が完成し、新校舎での2学期始業式を行い、授業開始。
  - 8月28日 - 新校舎落成式挙行。
- 2021年（令和3年）
  - 3月19日 - いずみの森義務教育学校としての第1回卒業式挙行。
  - 3月25日 - いずみの森義務教育学校としての最初の修了式挙行。

## 学区
前期課程
- 北野町（1番～211番、363番～367番、500番～509番）・子安町（1丁目～4丁目）・片倉町（472番1号、473番1号、474番、477番1号、477番4号、478番～481番、499番1号、500番～539番、542番、543番3号、543番7号、543番10番～12号、544番～608番1号、609番1号、610番～618番）[1]

後期課程
- 東町・旭町・北野町（1番～211番、363番～367番、500番～509番）・子安町（1丁目～4丁目）[2]

## 部活動
部活動は基本的に7年生から。ただし、5年生から体験入部できる部活もある。

### 運動部
- 陸上競技部
- 野球部
- 男子テニス部
- 女子テニス部
- 剣道部
- 男子バスケットボール部
- 女子バスケットボール部
- バドミントン部
- 卓球部
- ペントレ部
- レクリエーション部
- 男子サッカー部

### 文化部
- 和太鼓部
- 吹奏楽部
- 美術部
- 英語ペンパル部
- 学習部
- コンピューター部
- 書道部

## 周辺
- 六本杉公園
- 社会福祉法人福愛会藤井保育園

## アクセス
- JR八王子駅（南口）から、徒歩約725m・約13分。
- 京王バス
  - 「子安町1丁目」バス停下車後、徒歩約300m・約5分。
  - 「子安町3丁目」バス停下車後、徒歩約525m・約8分。